# عباية بن رفاعة بن رافع
عباية بن رفاعة بن رافع بن خديج الأنصاري الزرقي أبو رفاعة المدني (تُوفي عام 91 هـ) هو أحدُ رواة الحديث، وهو ثقة.

## روايته للحديث النبوي
- روى عن: الحسين بن علي بن أبي طالب، وجده رافع بن خديج، وعن أبيه عن جده، وعن عبد الله بن عمر بن الخطاب، وأبي عبس بن جبر الأنصاري.
- روى عنه: إسماعيل بن مسلم المكي، وأبو بشر جعفر بن أبي وحشنية، وحكيم بن جبير، وسعيد بن مسروق الثوري، وعاصم بن كليب، وأبو مدرك عبد الله بن مدرك الأزدي، وليث ابن أبي سليم، ومحارب بن دثار، ومعاوية بن إسحاق، ووائل بن داود، وأبو حيان يحيى بن سعيد بن حيان التيمي، ويزيد بن أبي مريم الشامي، وأبو بلج الكبير الفزاري.[4]
- الجرح والتعديل: قال أحمد بن شعيب النسائي: «ثقة»، وقال ابن حجر العسقلاني: «ثقة»، وقال الذهبي: «ثقة»، وقال يحيى بن معين: «ثقة».[5]

## طالع أيضًا
- رافع بن خديج